# توگ
توگ (به ترکی استانبولی: Türkiye'nin Otomobili Girişim Grubu) یک شرکت خودروسازی ترکیه‌ای است که در اواسط سال ۲۰۱۸ تأسیس شد و متشکل از ۵ گروه عضو است که عبارتند از: گروه آنادولو Anadolu، ب. ام سی، گروه کاک KOK، شرکت اوپراتور تلفن همراه ترک‌سل و هولدینگ زورلو Zorlu شرکت مادر کانال تلویزیونی وستل. مدیر عامل کنسرسیوم تاک، گرکان کاراکاس، از مدیران ارشد قطعه سازی بوش آلمان بوده و مدیر ارشد عملیاتی این کنسرسیوم، سرگیو روچا، مدیر عامل جنرال موتورز کره جنوبی بوده‌است. اولین خودروی آفرود جمع و جور این شرکت در سال ۲۰۲۲ تولید خواهد شد.
در تاریخ ۷ دی ۹۸ رئیس‌جمهور ترکیه در مراسمی از نخستین خودروی ملی ترکیه که «توگ» TOGG نام دارد رونمایی کرد. دولت علاوه بر معافیت‌های مالیاتی به شرکت، خرید سالانه ۳۵ هزار دستگاه از محصولات کارخانه را تضمین کرده‌است. زمین این کارخانه نیز در شهر بورسا در محلی که متعلق به ارتش این کشور بود ساخته می‌شود.
ماشین رونمایی شده یک شاسی‌بلند کوچک الکتریکی است. موتور این ماشین ۲۰۰ اسب بخار نیرو دارد و روی چرخ‌های عقب سوار می‌شود.
توگ را می‌توان با موتور دوم هم سفارش داد که چرخ‌های جلو را حرکت می‌دهد و مجموع نیروی ماشین را به ۴۰۰ اسب بخار افزایش می‌دهد. شتاب صفر تا ۱۰۰ کیلومتر در ساعت ماشین با دو موتور ۴/۸ ثانیه است. دو ظرفیت باتری برای ماشین در نظر گرفته شده‌است. ماشین با باتری ضعیف‌تر با هر شارژ ۳۰۰ کیلومتر حرکت می‌کند و بردش با باتری قوی‌تر ۵۰۰ کیلومتر است.
خودروی ملی ترکیه توسط استودیوی ایتالیایی پینین‌فارینا طراحی شده‌است. توگ می‌گوید که طرح ساده و مدرن ماشین با الهام از فرهنگ آناتولی و سلیقه بازار ترکیه طراحی شده و با نیازهای بازار جهانی مطابقت دارد. ظاهر ماشین شباهت زیادی به کانسپتی دارد که پینین‌فارینا قبلاً برای شرکت چینی هیبرید کینتیک طراحی کرده بود. خودروساز چینی این کانسپت را در سال ۲۰۱۸ با برنامه‌ای بلندپروازانه برای به چالش کشیدن تسلا در نمایشگاه پکن رونمایی کرد. اما پس از آن به جز اخبار اوضاع بد مالی، اطلاع دیگری دربارهٔ فعالیت‌های شرکت منتشر نشده‌است.